# هاري مينر
هاري مينر هو عسكري كندي، ولد في 24 يونيو 1891 في تشاتام كينت في كندا، وتوفي في 8 أغسطس 1918 في Démuin ‏ في فرنسا.